# Puktörnevecklare
Puktörnevecklare (Cydia microgrammana) är en fjärilsart som först beskrevs av Achille Guenée 1845.  Puktörnevecklare ingår i släktet Cydia, och familjen vecklare. Enligt den svenska rödlistan är arten nära hotad i Sverige. Arten förekommer i Götaland, Gotland och Öland. Artens livsmiljö är jordbrukslandskap, stadsmiljö.